# Neoephemeridae
Neoephemeridae is een familie van haften (Ephemeroptera).

## Geslachten
De familie Neoephemeridae omvat de volgende geslachten:
- Neoephemera McDunnough, 1925
- Ochernova Bae & McCafferty, 1998
- Potamanthellus Lestage, 1931